# Tettau (Brandenburg)
Tettau (sorbisch Ćětowa) ist eine Gemeinde im Landkreis Oberspreewald-Lausitz im Süden Brandenburgs und Teil des Amtes Ortrand.

## Geografie
Tettau liegt im äußersten Nordwesten der Oberlausitz an der östlichen Grenze des Schraden sowie an der Westgrenze des Landkreises. Nördlich fließt die Schwarze Elster und südlich die Pulsnitz.
Die Stadt Lauchhammer grenzt im Norden an Tettau, im Osten die Stadt Ruhland und der Ort Frauendorf mit den Heidehäusern. Im Süden liegen Lindenau und Ortrand. Westlich Tettaus beginnt der Landkreis Elbe-Elster mit der Gemeinde Schraden.

## Gemeindegliederung
Tettau verfügt über keine amtlich festgelegten Ortsteile, bewohnten Gemeindeteile oder Wohnplätze.

## Geschichte
Tettau wurde erstmals im Jahr 1220 erwähnt, als in einer Urkunde der Zeuge Lupoldus de Tettowe genannt wird. Der Ortsname des als Straßendorf angelegten Ortes kann als Auort gedeutet werden, das Dorf lag in der Spitze der Oberlausitz und war Eckposten gegenüber Mückenberg (heute Teil von Lauchhammer). Der Ortsname entwickelte sich von Tetthaw 1451 über Tetaw 1455 und Tettaw 1499 zu Tetten im Jahr 1590 und Tettau 1604.
Ab 1370 gehört Tettau zu den Ländern der Krone Böhmens. Ab 1530 war der Ort nach Lindenau eingepfarrt. 1611 war es ein Vorwerk des Ritterguts Ruhland, und ab 1679 gehörte das Dorf zum Rittergut Lindenau. Im Jahr 1802 brannte das Herrenhaus in Tettau ab. In der frühen Neuzeit begannen die Tettauer, die feuchten Niederungen des angrenzenden Schradens durch die Anlage von Gräben urbar zu machen. Jedoch wurde erst im 19. Jahrhundert mit dem Eindeichen der Schwarzen Elster und der Pulsnitzbegradigung das Gebiet trockengelegt.
Im Jahr 1911 wurden der Friedhof und der Sportplatz angelegt. 1953, wurde das Tettauer Wasserwerk gebaut.

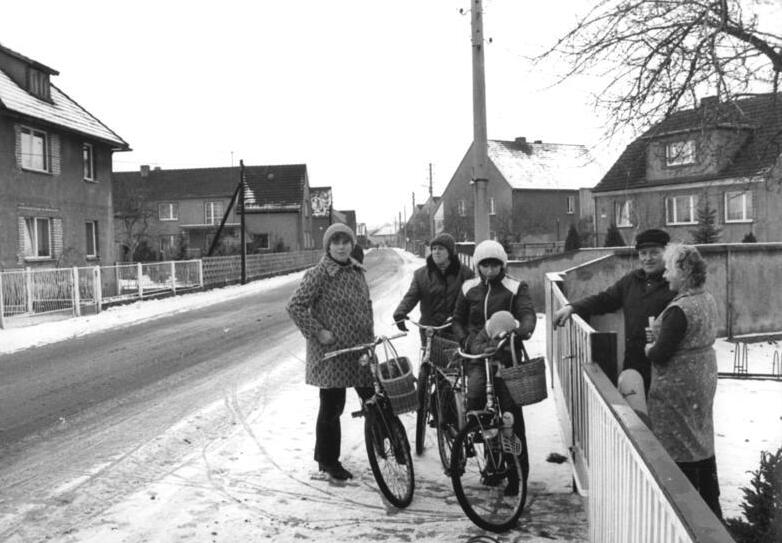
Blick ins Dorf (1984)
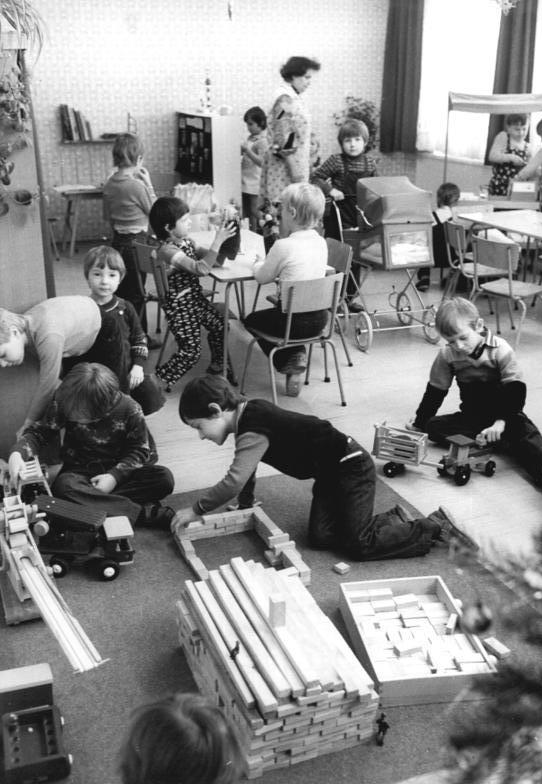
Blick in den Kindergarten (1984)
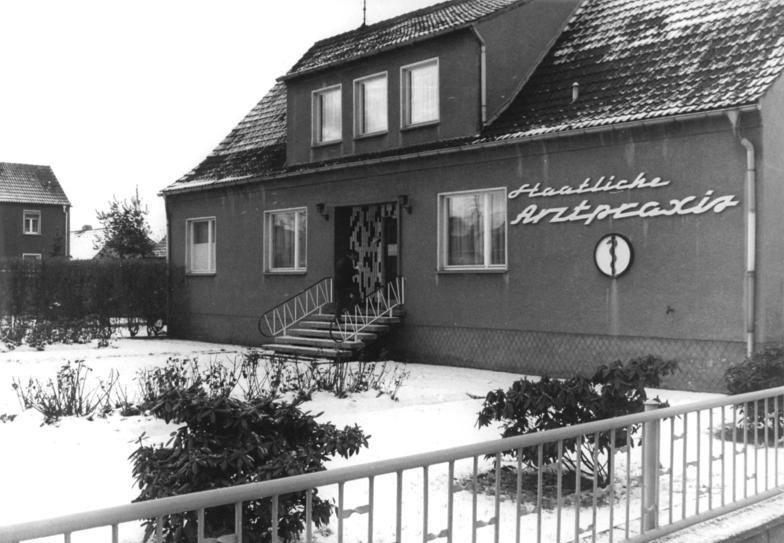
Staatliche Arztpraxis (1984)
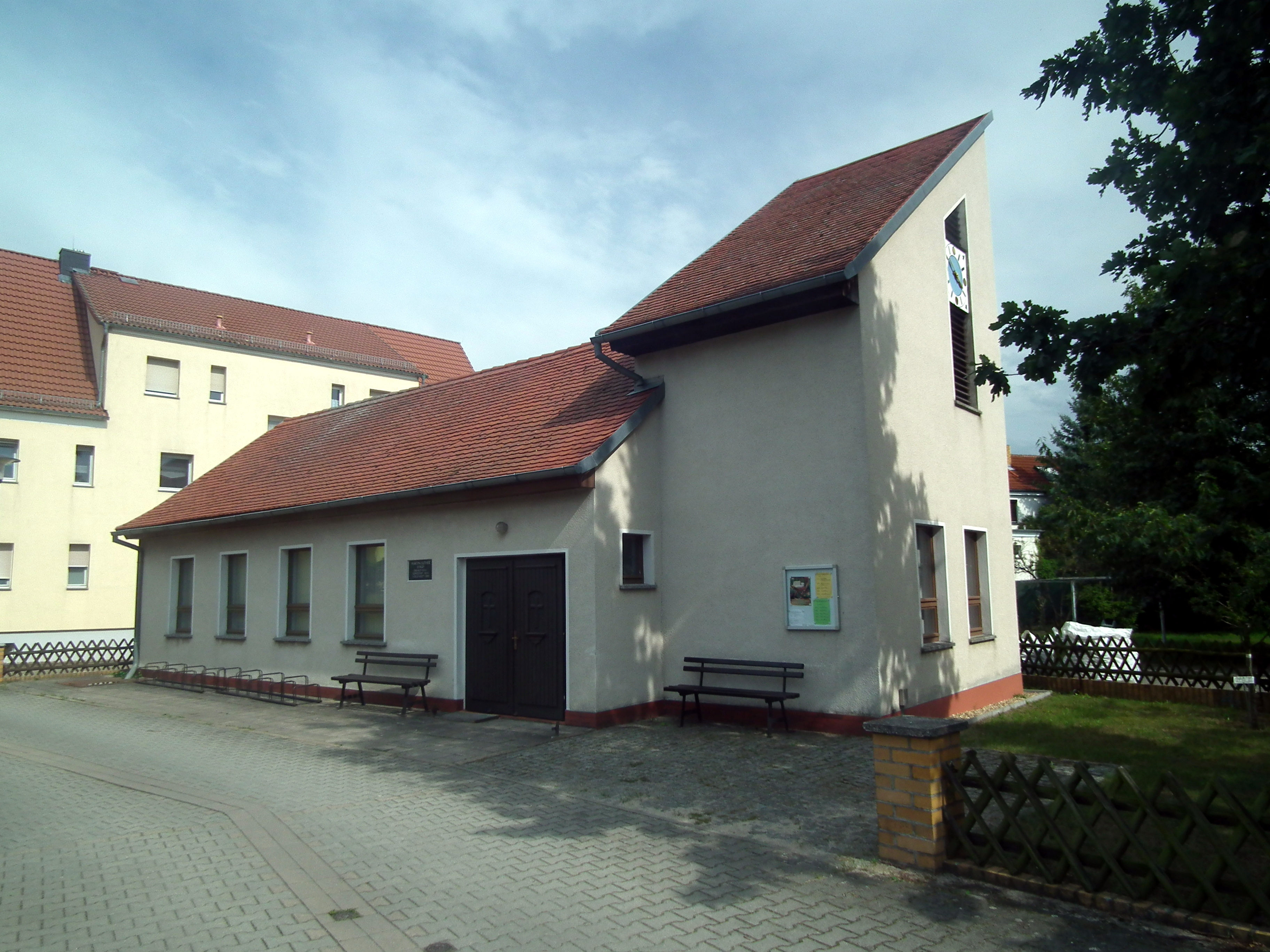
Martin-Luther-Kapelle in Tettau (2014)

Verwaltungsgeschichte

Tettau auf einer geschichtlichen Karte des Kreises Liebenwerda (1910).

Nach dem Wiener Kongress kam Tettau 1815 vom Königreich Sachsen an das Königreich Preußen und gehörte hier bis zum Jahr 1825 zur Provinz Brandenburg und später zum Landkreis Hoyerswerda in der Provinz Schlesien. Da der Landkreis westlich der Oder-Neiße-Linie lag, wurde er 1945 Teil der sowjetischen Besatzungszone und in das Land Sachsen eingegliedert. Im Jahr 1952 kam Tettau zum neugegründeten Kreis Senftenberg im DDR-Bezirk Cottbus (1990–1993 im Land Brandenburg). Seit der Kreisreform 1993 liegt die Gemeinde im Landkreis Oberspreewald-Lausitz. Seit 1992 gehört Tettau zum Amt Ortrand.
Am 19. Mai 1974 wurden die benachbarten Dörfer Frauendorf und Lindenau nach Tettau eingegliedert. Lindenau wurde am 6. Mai 1990 wieder aus Tettau ausgegliedert und eigenständige Gemeinde. Zum 6. Dezember 1993 erfolgte die Ausgliederung Frauendorfs.

## Bevölkerungsentwicklung
| Jahr | Einwohner |
| ---- | --------- |
| 1875 | 300       |
| 1890 | 340       |
| 1910 | 400       |
| 1925 | 436       |
| 1933 | 506       |
| 1939 | 589       |

| Jahr | Einwohner |
| ---- | --------- |
| 1946 | 0 678     |
| 1950 | 0 765     |
| 1964 | 0 873     |
| 1971 | 0 980     |
| 1981 | 2 908     |
| 1985 | 2 879     |

| Jahr | Einwohner |
| ---- | --------- |
| 1990 | 1 885     |
| 1995 | 1 001     |
| 2000 | 0 932     |
| 2005 | 0 881     |
| 2010 | 0 828     |
| 2015 | 0 789     |

| Jahr | Einwohner |
| ---- | --------- |
| 2020 | 749       |
| 2021 | 746       |
| 2022 | 765       |
| 2023 | 756       |
| 2024 | 750       |

Gebietsstand des jeweiligen Jahres, Einwohnerzahl: Stand 31. Dezember (ab 1991), ab 2011 auf Basis des Zensus 2011, ab 2022 auf Basis des Zensus 2022

## Politik

### Gemeindevertretung
Die Gemeindevertretung von Tettau besteht aus zehn Gemeindevertretern und dem ehrenamtlichen Bürgermeister. Die Kommunalwahl am 9. Juni 2024 führte bei einer Wahlbeteiligung von 81,4 % zu folgendem Ergebnis:
| Partei / Wählergruppe                                           | Stimmenanteil | Sitze |
| --------------------------------------------------------------- | ------------- | ----- |
| Listenvereinigung CDU/Wählergruppe Wirtschaft, Kultur und Sport | 72,0 %        | 7     |
| AfD                                                             | 25,7 %        | 3     |
| Einzelbewerber Dieter Fiedler                                   | 02,4 %        | –     |

Von den Sitzen der AfD bleiben zwei unbesetzt, da die Partei mit nur einem Kandidaten angetreten war.

### Bürgermeister
- 1998–2003: Kurt Schmaler (CDU)[8]
- 2003–2019: Siegmar Petrenz (Wählergruppe Wirtschaft, Kultur und Sport)[9]
- seit 2019: Joachim Nitzsche (CDU)

Nitzsche wurde bei der Bürgermeisterwahl am 9. Juni 2024 ohne Gegenkandidat mit 74,8 % der gültigen Stimmen für eine weitere Amtszeit von fünf Jahren gewählt.

### Wappen
Das Wappen wurde am 14. März 1996 genehmigt.
Blasonierung: „In Blau eine goldene Spitze, darin zwei blaue Wellenbalken überhöht von einem blauen Wassertropfen.“
Die Wappenfarben symbolisiert die Verbundenheit mit der Oberlausitz, deren Wappenfarben blau und gold übernommen wurden. Der Wassertropfen steht für die wasserwirtschaftliche Bedeutung des Ortes.

## Sehenswürdigkeiten und Kultur

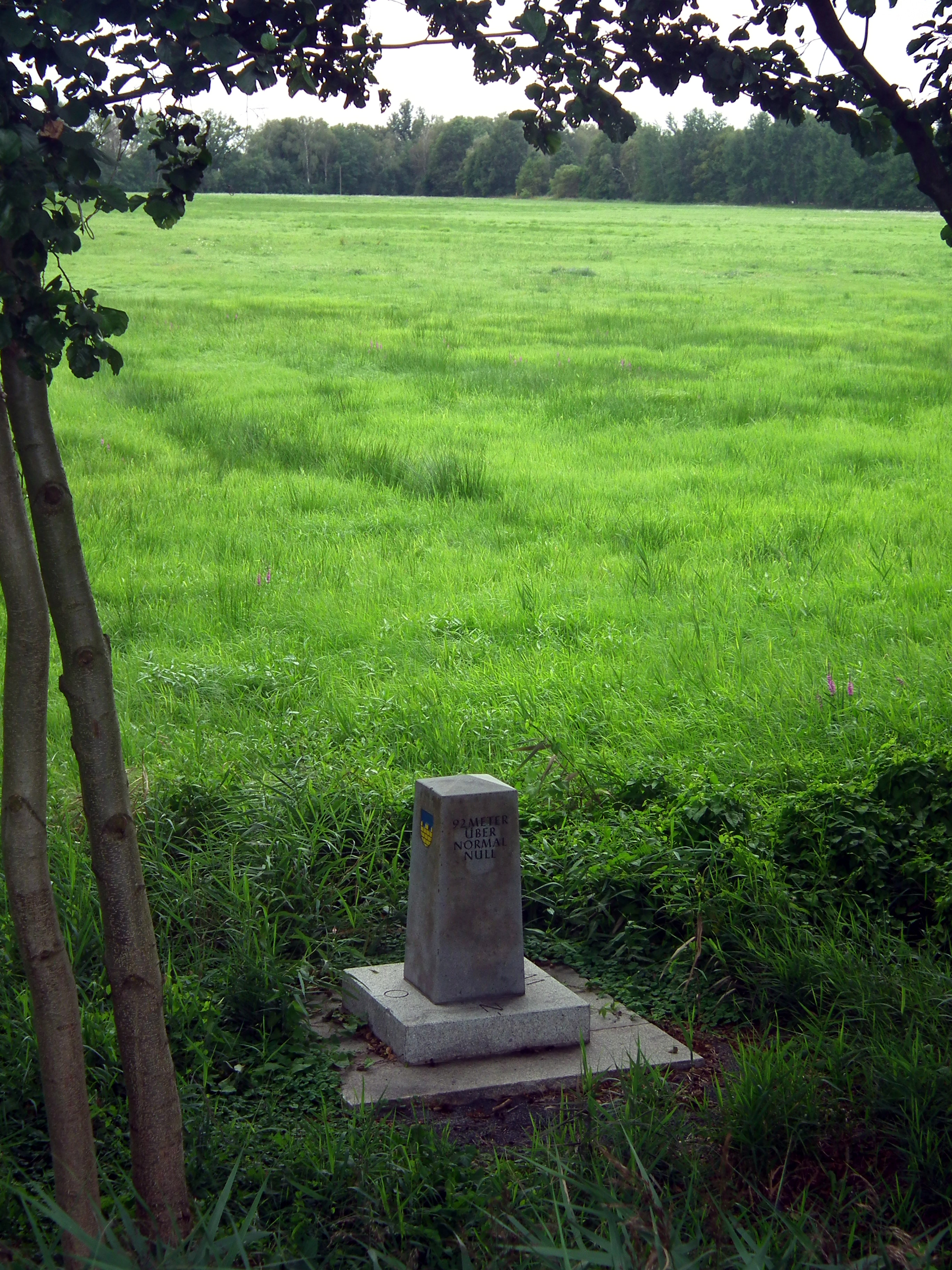
Tiefster Punkt der Oberlausitz bei Tettau

Die 1954 in Holzbauweise errichtete Martin-Luther-Kapelle wurde 1991 in fester Bauweise errichtet.
Der Tettauer Oberwald ist ein Flächennaturdenkmal, an der Grenzpulsnitz wurde das Biotop Bleichplan angelegt.
Am 23. Juni 2013 wurde der „Grundstein“ für den tiefsten Punkt der Oberlausitz an der Elsterbrücke zwischen Lauchhammer-West und Schraden eingeweiht.
Im Sommer findet in Tettau ein Musikfest statt, das vom Schalmeienorchester Tettau/Frauendorf veranstaltet wird.

## Wirtschaft und Infrastruktur
Tettau liegt im Trinkwasserschutzgebiet. Im Ort steht ein Wasserwerk, das zu den größten der DDR gehörte. Heute ist es das größte Wasserwerk in Brandenburg.
Verkehr
Tettau liegt an der Kreisstraße K 6607 von Lauchhammer nach Ortrand. Östlich Tettaus verläuft die A 13 Berlin-Dresden (Anschlussstelle Ortrand) und 4 km nördlich die Bundesstraße 169 von Elsterwerda nach Ruhland.

## Persönlichkeiten
- Heinrich Nicklisch (1876–1946), Professor für Betriebswirtschaftslehre, in Tettau geboren. An seinem 133. Geburtstag wurde am 19. Juli 2009 an seinem Geburtshaus eine Bronzegedenktafel im Beisein seiner Enkel enthüllt.[14]